# Metamorfosis (biología)

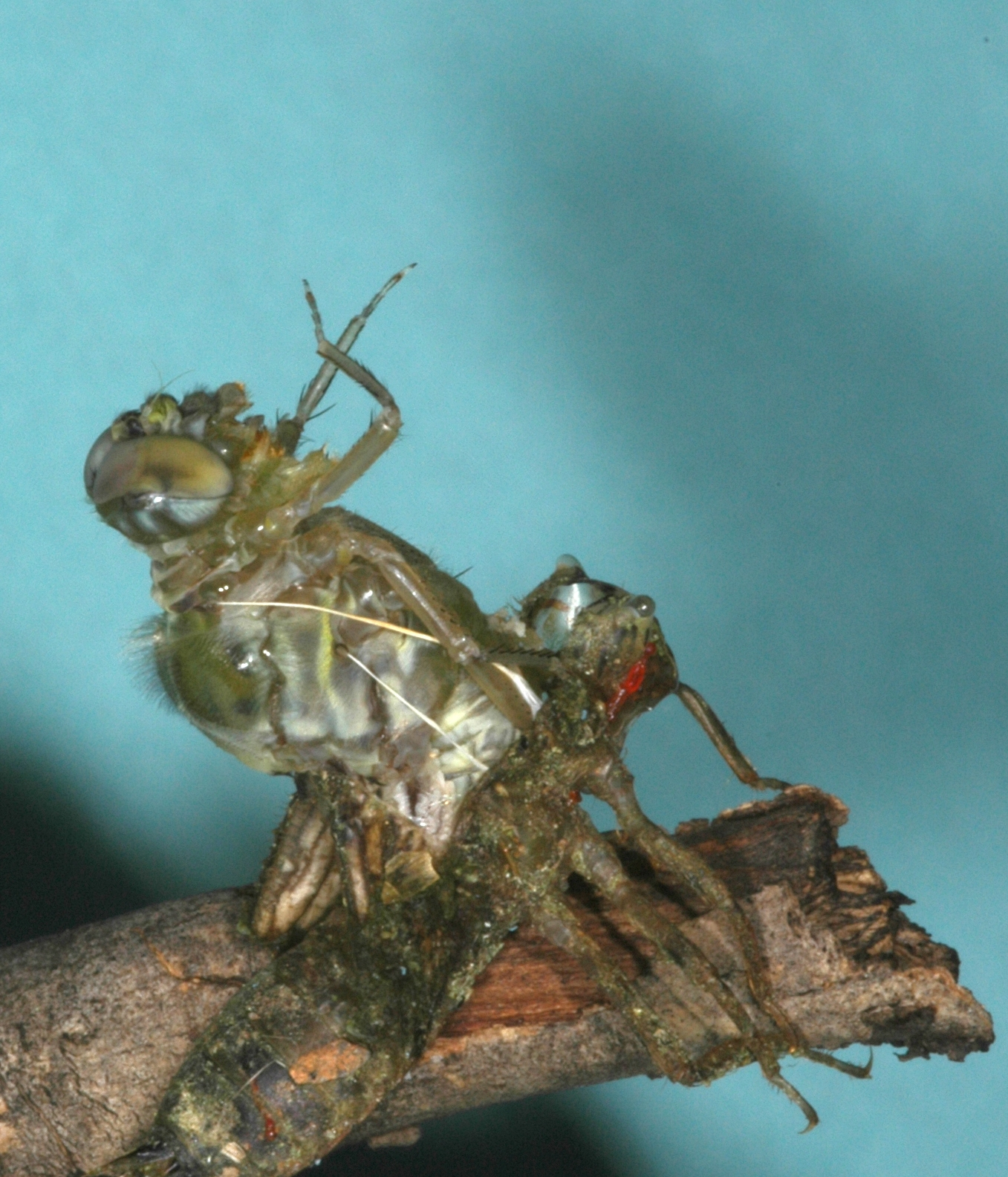
Una libélula en su última muda, pasando de ninfa a adulto

Metamorfosis simple de un saltamontes, Melanoplus atlanus, con cinco estadios de ninfa y el adulto alado

La metamorfosis es un proceso biológico por el cual un animal se desarrolla desde su nacimiento (pasado el desarrollo embrionario) hasta la madurez por medio de grandes cambios estructurales y fisiológicos. No solo hay cambios de tamaño y un aumento del número de células, sino que hay cambios de 
diferenciación celular. .
Muchos insectos, anfibios, moluscos, crustáceos, cnidarios, equinodermos y tunicados sufren metamorfosis, la cual generalmente está acompañada de cambios en hábitat y comportamiento.

## Etimología
La palabra metamorfosis deriva del  griego μεταμόρφωσις metamórfosis, y quiere decir ‘transformación’, de μετα- (meta-), "cambio" + μορφή (morfe) "forma".

## Metamorfosis de los insectos
Mientras que en los anfibios la metamorfosis generalmente implica remodelación de tejidos preexistentes, en insectos este proceso involucra ruptura de tejidos larvales y reemplazo por una población diferente de células. La metamorfosis generalmente procede en varios estadios, comenzando con la larva o ninfa, pasando por un estadio de pupa, o no, y terminando con el adulto. A través de estos estadios, el crecimiento se produce por procesos de muda y crecimiento de una nueva cutícula a medida que aumenta el tamaño. Algunos insectos como los tisanuros o pececillos de plata presentan desarrollo directo. Por esto se denominan ametábolos. Ocurre un estadio de proninfa justo antes de la eclosión, en el que ya se han desarrollado las estructuras necesarias para salir del huevo. En este caso, a medida que crece el insecto aumenta en tamaño, pero no cambia de forma.

### Metamorfosis de una mariposa

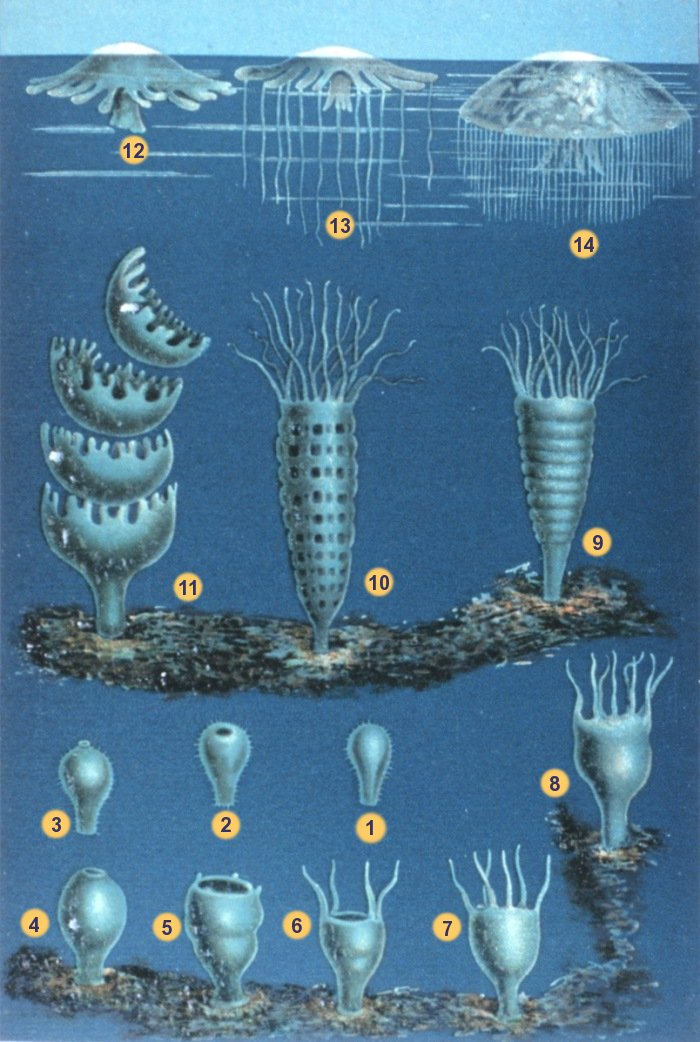
Metamorfosis de medusa, Cnidaria

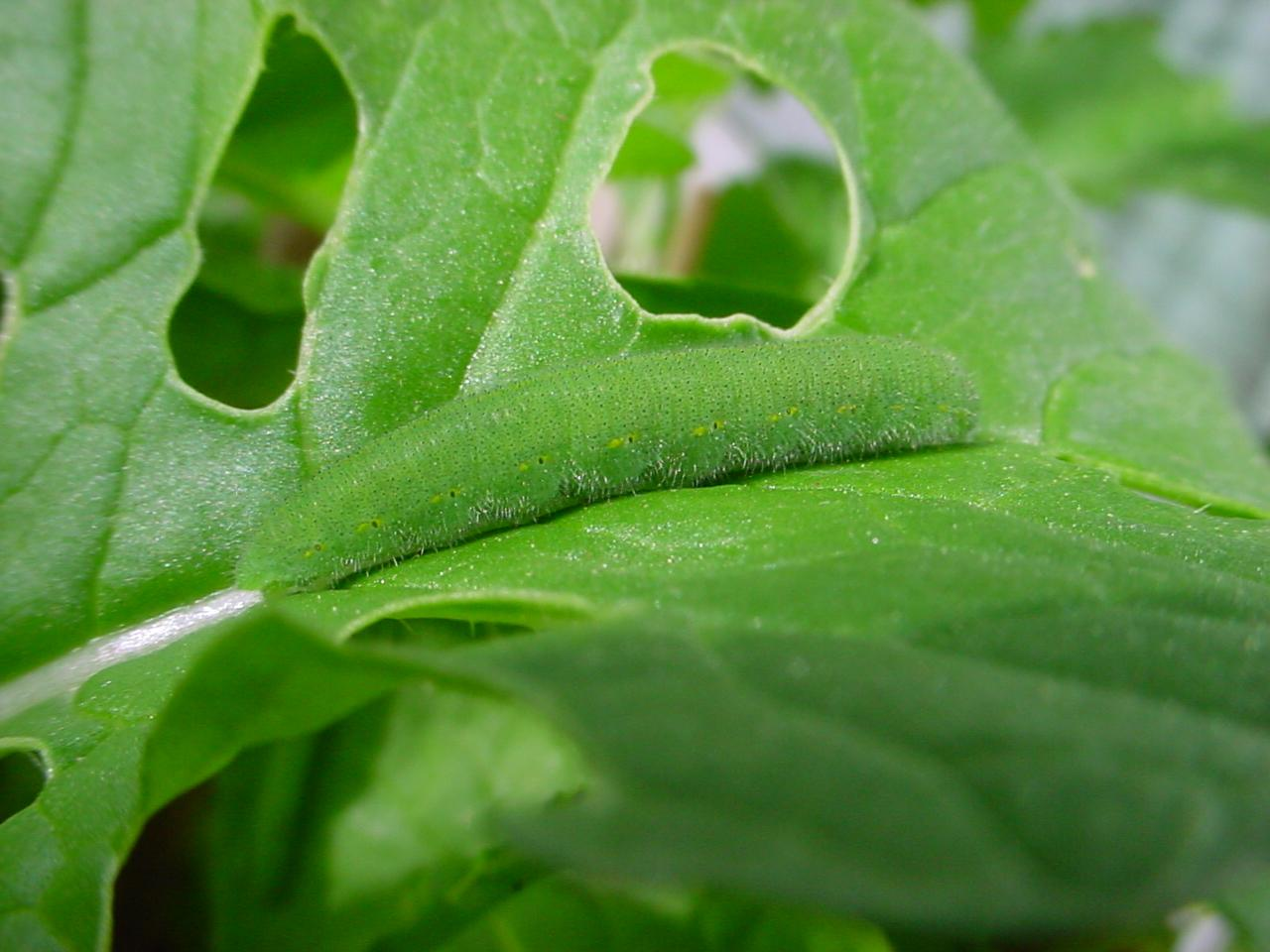
Pieris rapae, larva.
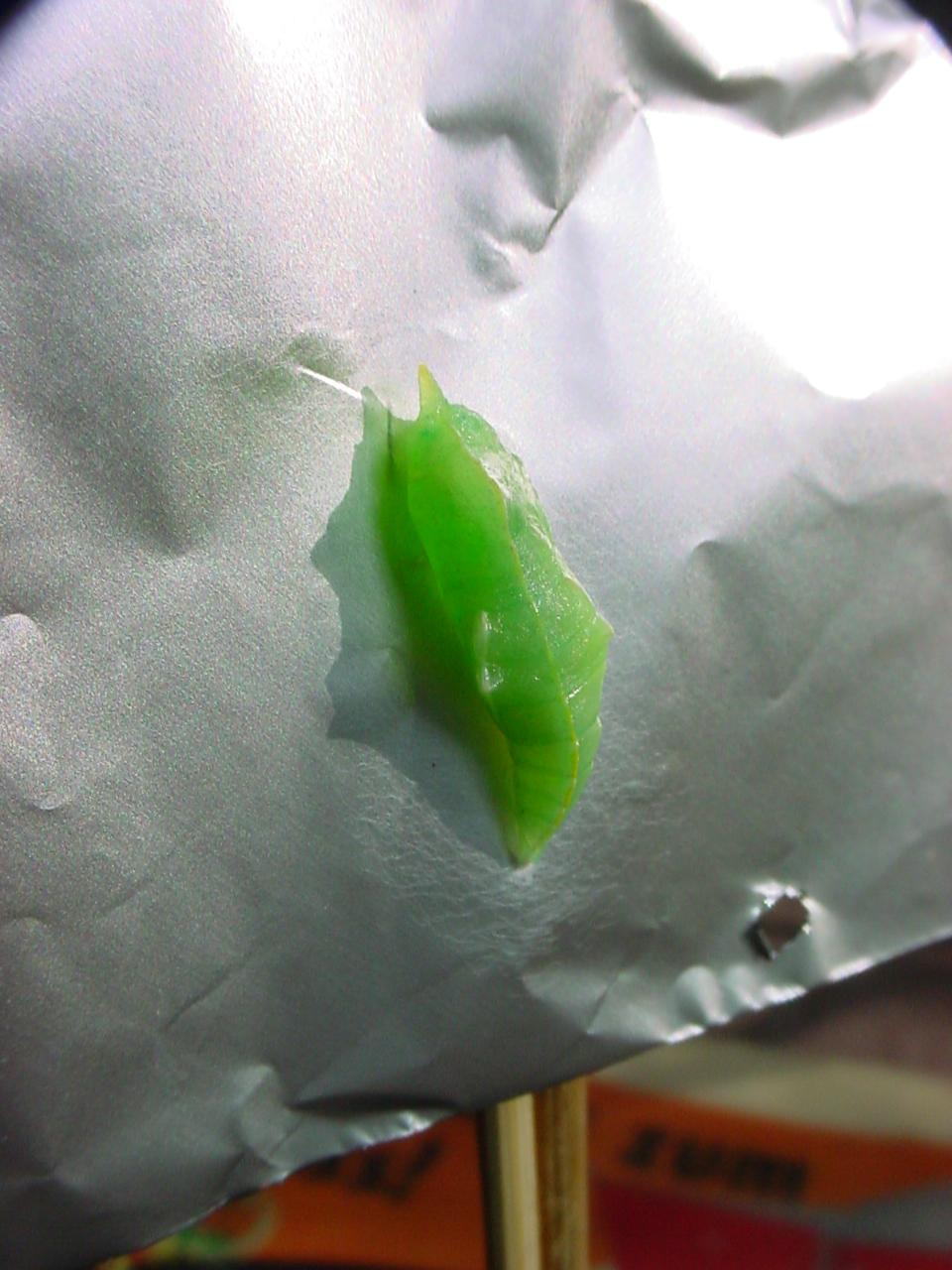
Pieris rapae, pupa.
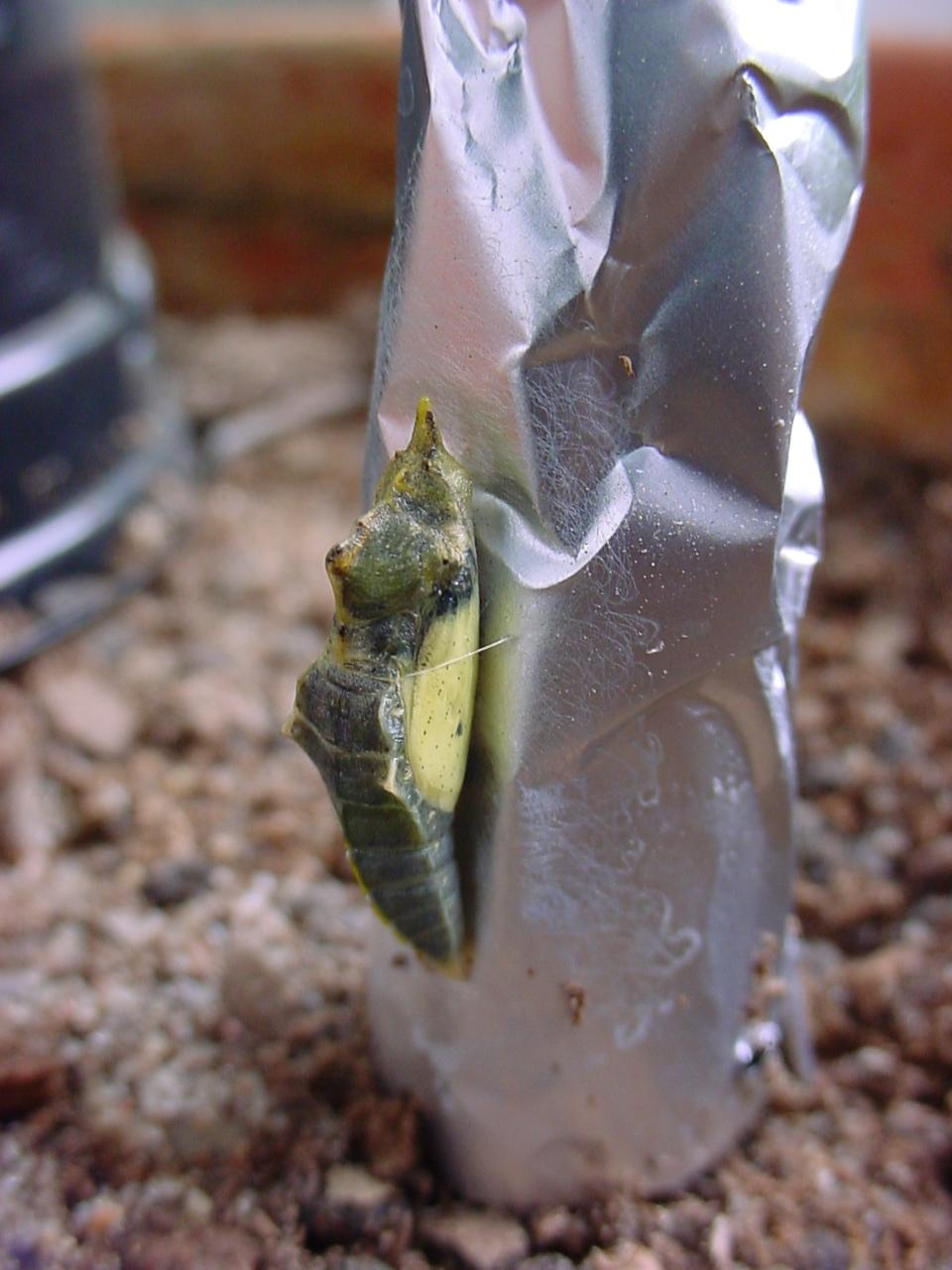
Pieris rapae, pupa a punto de emerger.
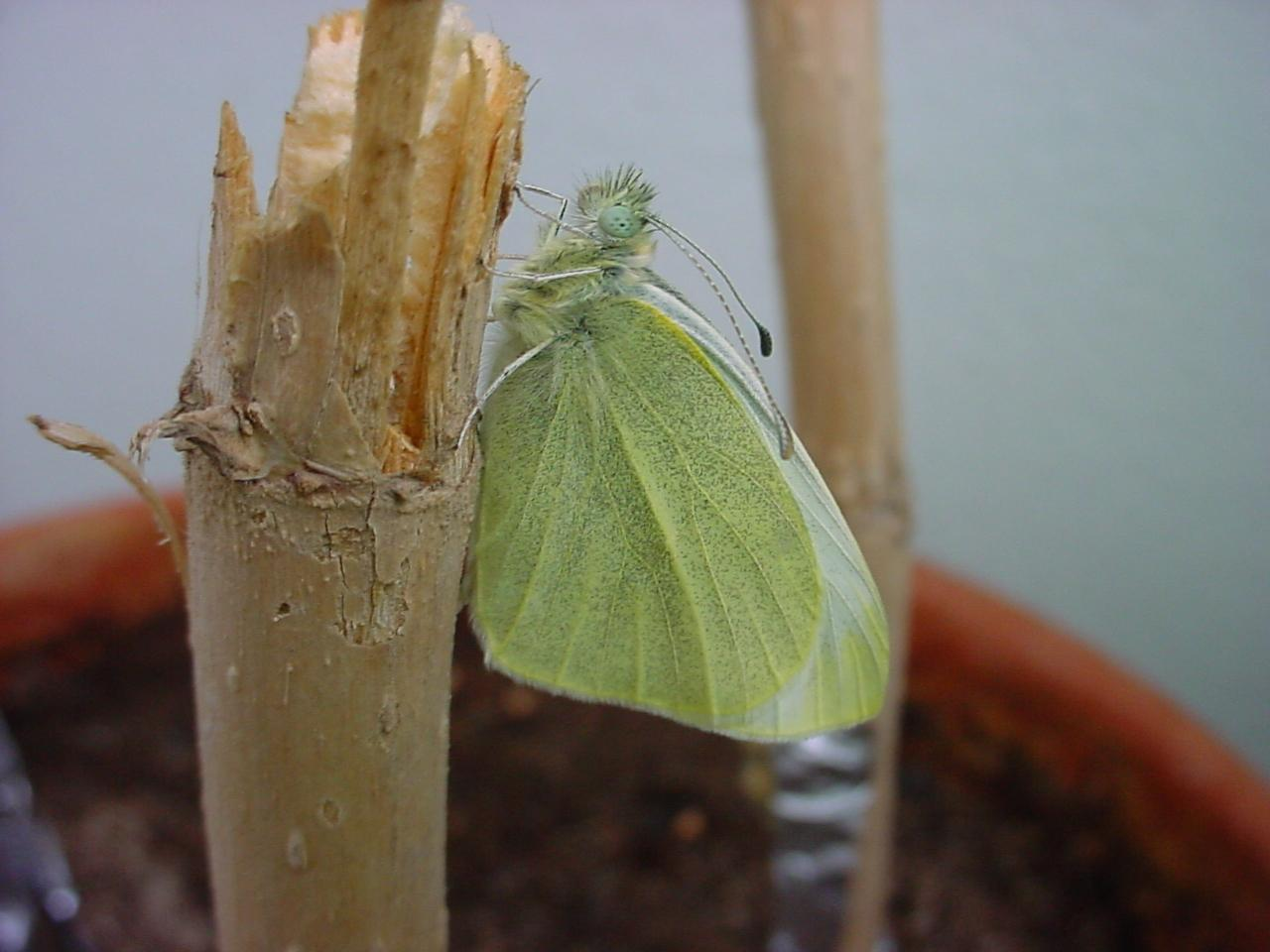
Pieris rapae, adulto.

## Tipos de  metamorfosis

#### Hemimetabolismo
En la metamorfosis sencilla, simple o incompleta (hemimetabolismo) el individuo pasa por varias mudas hasta transformarse en individuo adulto, sin pasar por una etapa de inactividad y sin cesar de alimentarse. Los estadios juveniles o inmaduros se asemejan al adulto fuera de que son más pequeños, carecen de alas y no son maduros sexualmente. También pueden tener menor número de segmentos corporales. Este tipo de metamorfosis se da en algunos insectos y también en anélidos, equinodermos, moluscos y crustáceos. En este tipo de metamorfosis las fases juveniles de insectos son llamadas ninfas. Son ejemplos de esto las chinches y los saltamontes que se parecen a los adultos, pero son más pequeños. En la última muda conocida como metamórfica se terminan de desarrollar las alas, los genitales externos (generalmente edeago en los machos y ovipositor en las hembras) y las estructuras sexuales secundarias como tímpanos y órganos estridulatorios.
La anatomía interna sufre cambios relacionados con la vida adulta tales como la elaboración de musculatura torácica necesaria para el vuelo, reorganización del sistema nervioso para el control del vuelo y desarrollo de gónadas con sus respectivos ductos y glándulas accesorias; los sistemas digestivo y excretor (tubos de Malpighi) no sufren mayores cambios pues el adulto suele retener los mismos hábitos alimenticios que la ninfa.

#### Holometabolismo
La metamorfosis complicada o completa (holometabolismo) es un proceso complejo. No hay estadio de proninfa, sino que del huevo nace una larva que es muy diferente del adulto y que además de pasar por varias mudas entra en el estadio de pupa al completar su crecimiento.
Durante este estadio deja de comer y en la mayor parte de los casos se inmoviliza y generalmente se encierra en una cubierta protectora sufriendo dentro de ella una reorganización morfológica y fisiológica que culmina con la formación del insecto adulto o imago. La reorganización de los tejidos y órganos tiene lugar por medio de la acción de enzimas digestivas que destruyen la mayor parte de las células, lo cual recibe el nombre de histolisis. Los nutrientes derivados de este proceso son usados para construir los nuevos tejidos del adulto en el proceso de histogénesis. En las larvas se encuentran grupos de células indiferenciadas que generan los nuevos tejidos, estos se conocen como discos imaginales pues dan origen al imago. Este tipo de metamorfosis es propia de casi el 80 % de los insectos y de algunos crustáceos. Los ejemplos son las mariposas, moscas, escarabajos y las avispas.

### Control hormonal
El crecimiento y metamorfosis de los insectos están regulados por hormonas efectoras, que son controladas por neurohormonas en el cerebro.
Los procesos de muda y metamorfosis están regulados por dos hormonas efectoras: la 20-hidroxiecdisona (ecdisona) y la hormona juvenil (JH). La 20 hidroxiecdisona inicia y coordina cada muda y regula cambios en la expresión de genes que ocurren durante la metamorfosis. La hormona juvenil previene los cambios en expresión génica inducidos por la ecdisona, cambios que son necesarios para que tenga lugar la metamorfosis, impidiendo de esta manera que la larva se desarrolle antes de tiempo y permitiendo que ocurran las mudas necesarias para el crecimiento.
El proceso de muda inicia en el cerebro, donde las células neurosecretoras liberan la hormona protoracicotrópica (PTTH) en respuesta a señales neuronales, hormonales o ambientales. Esta hormona estimula la producción de ecdisona en la glándula protorácica, una vez se ha producido la hormona se deja de liberar PTTH, en este momento la metamorfosis se vuelve independiente del cerebro. En los tejidos periféricos, esta hormona es modificada para convertirse en su forma activa, la 20-hidroxiecdisona que es liberada en la hemolinfa. Esta se encarga de estimular las células epidérmicas para que se sinteticen enzimas que digieren y reciclan los componentes de la cutícula, la concentración de 20-hidroxiecdisona aumenta durante la apolisis y alcanza su máximo durante la deposición de la epicutícula, su producción cesa poco antes de la ecdisis (en insectos hemimetábolos) o eclosión (en insectos holometábolos). Las concentraciones hormonales necesarias para la muda son diferentes a lo largo de la epidermis, la última fase donde la concentración empieza a disminuir controla los eventos tardíos del desarrollo del adulto, si durante esta etapa se aumenta artificialmente los niveles de la hormona, la eclosión del imago se ve interrumpida.
La 20-hidroxiecdisona se une a receptores (EcR) nucleares los cuales forman una molécula activa al unirse a la proteína ultraespiráculo (Usp), esta proteína se une a los genes responsables de la ecdisona inhibiendo su transcripción, cuando EcR se une a Usp se activa la transcripción. Existen tres isoformas de los receptores, cada una juega un rol importante durante la metamorfosis activando diferentes grupos de genes a partir de la misma hormona, aun así se sabe que las células que dan origen al imago poseen una mayor concentración de la isoforma EcR-A. Usp también es un receptor de la hormona juvenil, por lo cual esta unión puede inhibir la formación de 20-hidroxiecdisona.
La hormona juvenil (JH) es secretada por los corpora allata, cuyas células están activas durante las mudas larvales mas no durante las mudas de las metamorfosis. Cuando la hormona juvenil está presente, la 20-hidroxiecdisona estimula mudas que generan nuevos estadios larvales. En el último estadio larval, el nervio medio del cerebro de la corpora allata inhibe la producción de hormona juvenil, y hay una degradación de la hormona juvenil en los tejidos. El resultado de esto es la disminución de los niveles de hormona juvenil por debajo de un valor umbral, lo cual dispara la liberación de hormona protoracicotrópica (PTTH) en el cerebro. Esta respuesta estimula la síntesis de ecdisona, que en ausencia de niveles altos de hormona juvenil, induce a las células a desarrollar la pupa.
Los procesos de ecdisis y eclosión y están ligados al ritmo circadiano de cada especie, y son controlados por la hormona de eclosión (EH) la cual es secretada por células nerviosas y actúa de forma directa en el sistema nervioso induciendo los comportamientos y movimientos que le permiten al insecto liberarse del pupario o exuvia según el caso, además de permitir que las alas se extiendan por completo volviéndose funcionales. La última etapa de la metamorfosis es la esclerotización (endurecimiento de la cutícula) y al igual que las anteriores es controlada por una hormona, esta se llama bursicon y tiene efectos fisiológicos que regulan las propiedades mecánicas de la cutícula. La estructura química de bursicon ha sido estudiada en Drosophila melanogaster.
El conocimiento de las hormonas de crecimiento sirve para el control de plagas de insectos. Es posible usar productos químicos que interfieren con el funcionamiento de estas hormonas y que impiden el desarrollo normal del insecto.

### Desarrollo del Imago

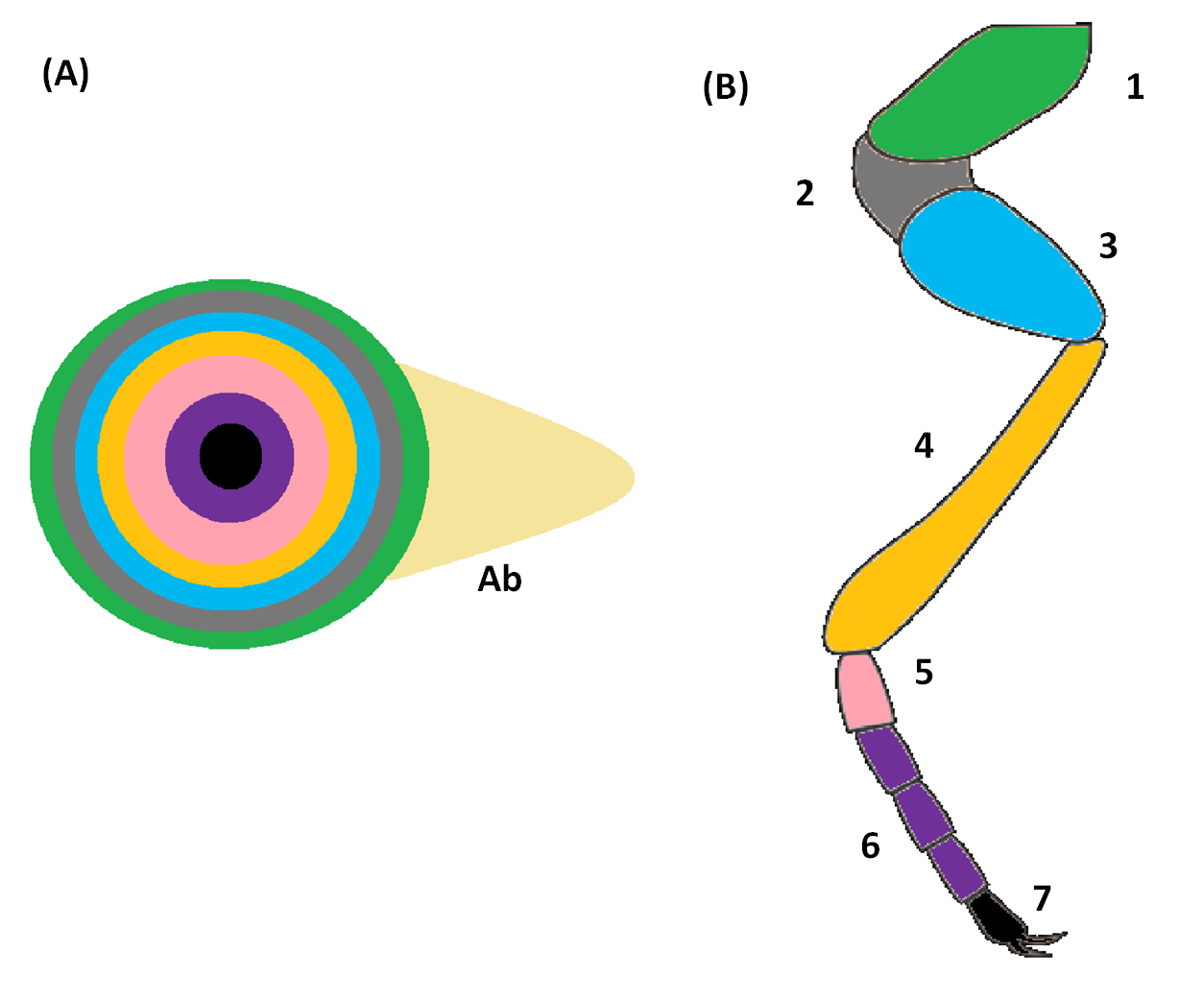
Destino de los discos imaginales en una pata de insecto.(A) Organización de los discos antes de la eversión. (Ab) Precursor del abdomen. (B) Destino de los discos en la pata, los discos más internos corresponden a la zona más distal, 1. Coxa 2. Trocanter 3. Fémur 4. Tibia 5. Primer segmento del tarso 6. Tarso 7. Uñas

La larva posee grupos de células imaginales que permiten la construcción de los órganos del imago a medida que los órganos larvales se degradan. Las células imaginales presentes en las larvas se agrupan en discos imaginales que dan origen a estructuras del adulto: alas, patas, antenas, ojos, cabeza, tórax y genitales, estos discos se caracterizan porque a diferencia del resto de células en la larva tienen una alta capacidad mitótica, su tasa de proliferación aumenta a medida que se diferencian.
Cuando se inicia la formación de la pupa las células en el centro del disco se salen de este para formar la parte más distal de las estructuras (ej. el tarso y la uña de las patas) y las células periféricas forman la parte proximal. Finalizada la diferenciación de las estructuras exoesqueléticas, secreciones en las mismas forman la cutícula. El destino celular o estructura que se genera a partir de cada disco está determinada desde el embrión y es establecida por la interacción de varios genes. El abdomen se forma a partir de agrupaciones celulares denominadas histoblastos, estos se generan a partir de la epidermis durante el desarrollo del embrión y se mantienen indiferenciados debajo de la cutícula durante el estadio larval. El número de histoblastos puede variar.

### Metamorfosis de una mariposa

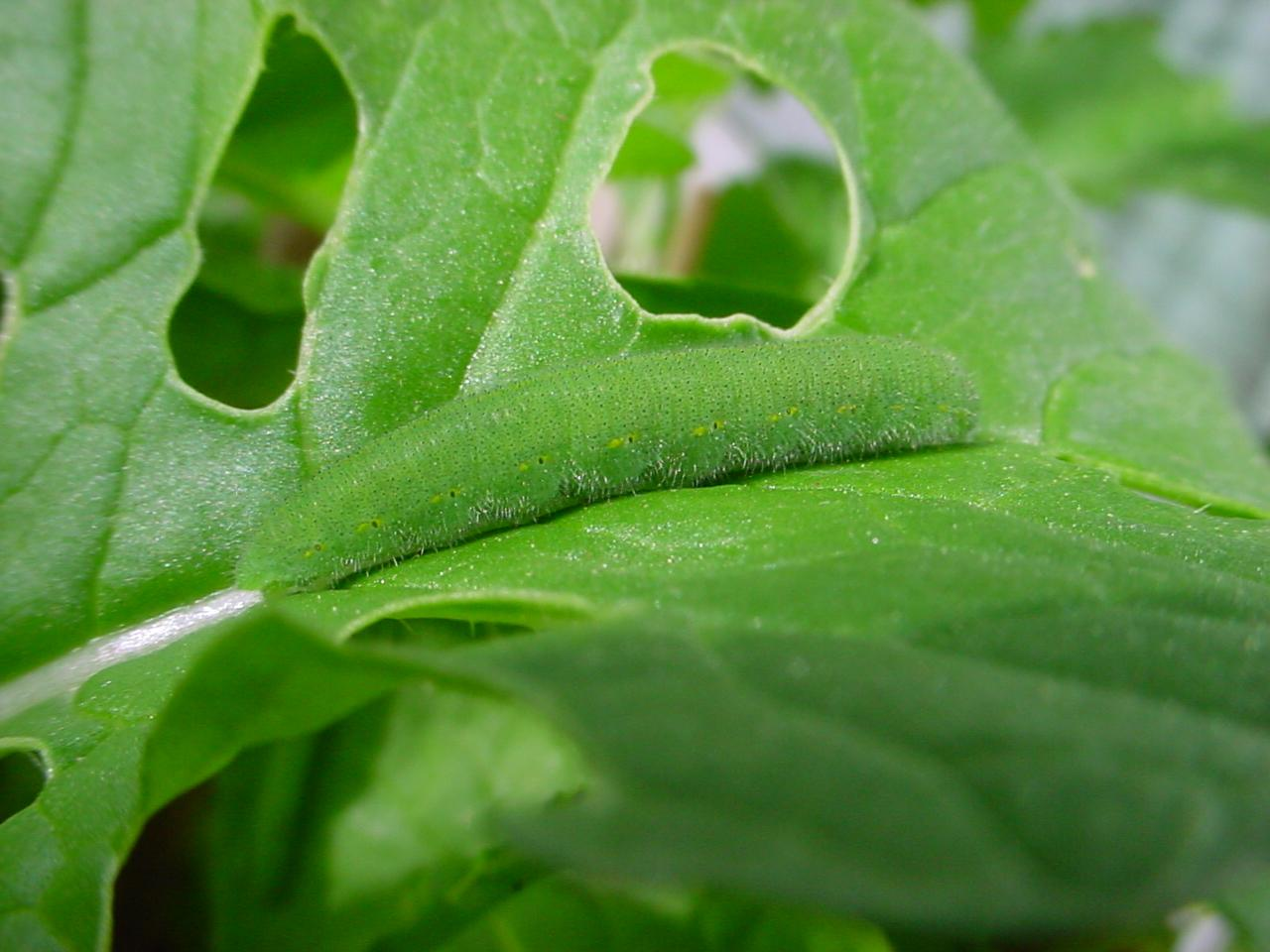
Pieris rapae, larva.
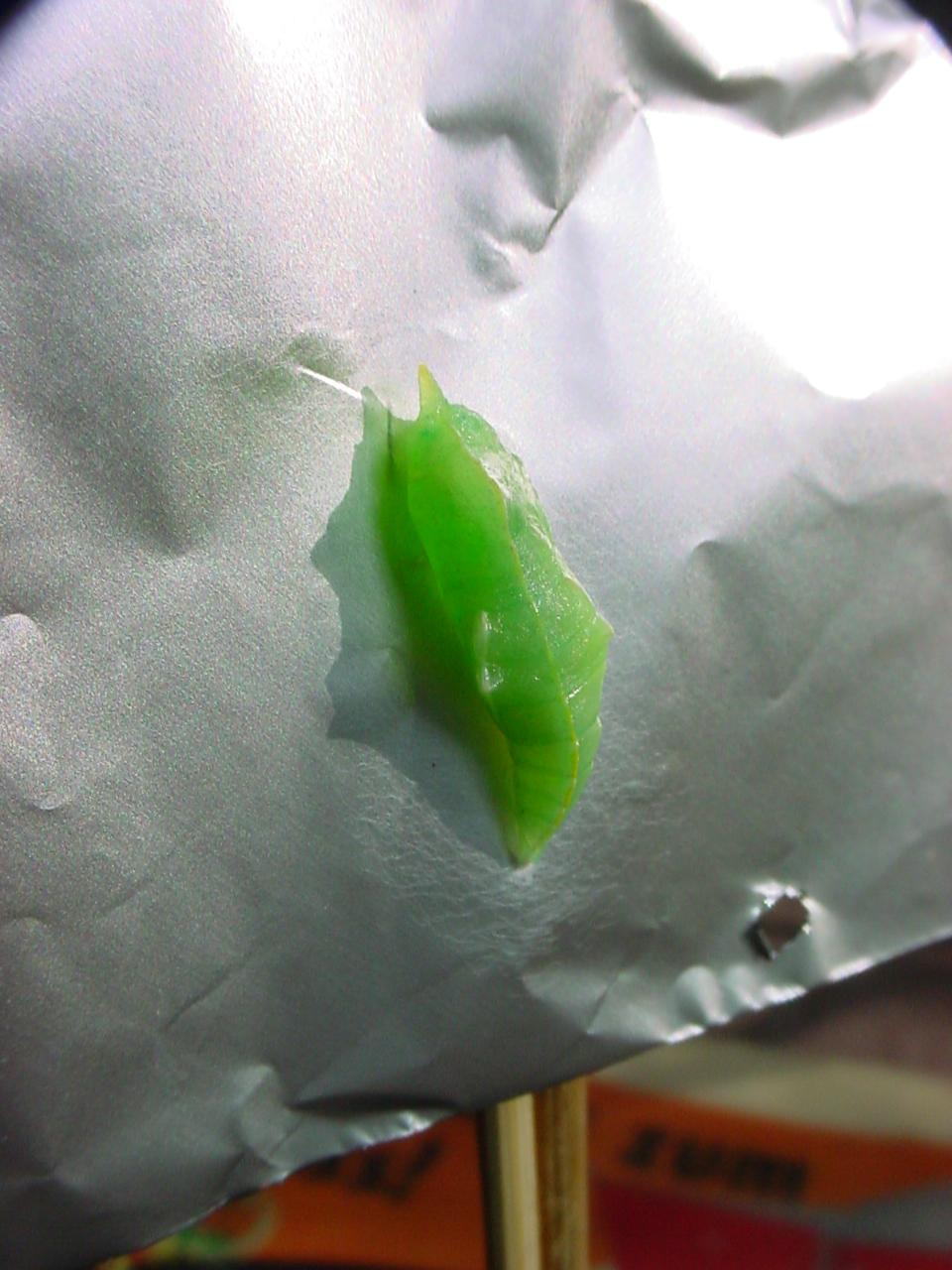
Pieris rapae, pupa.
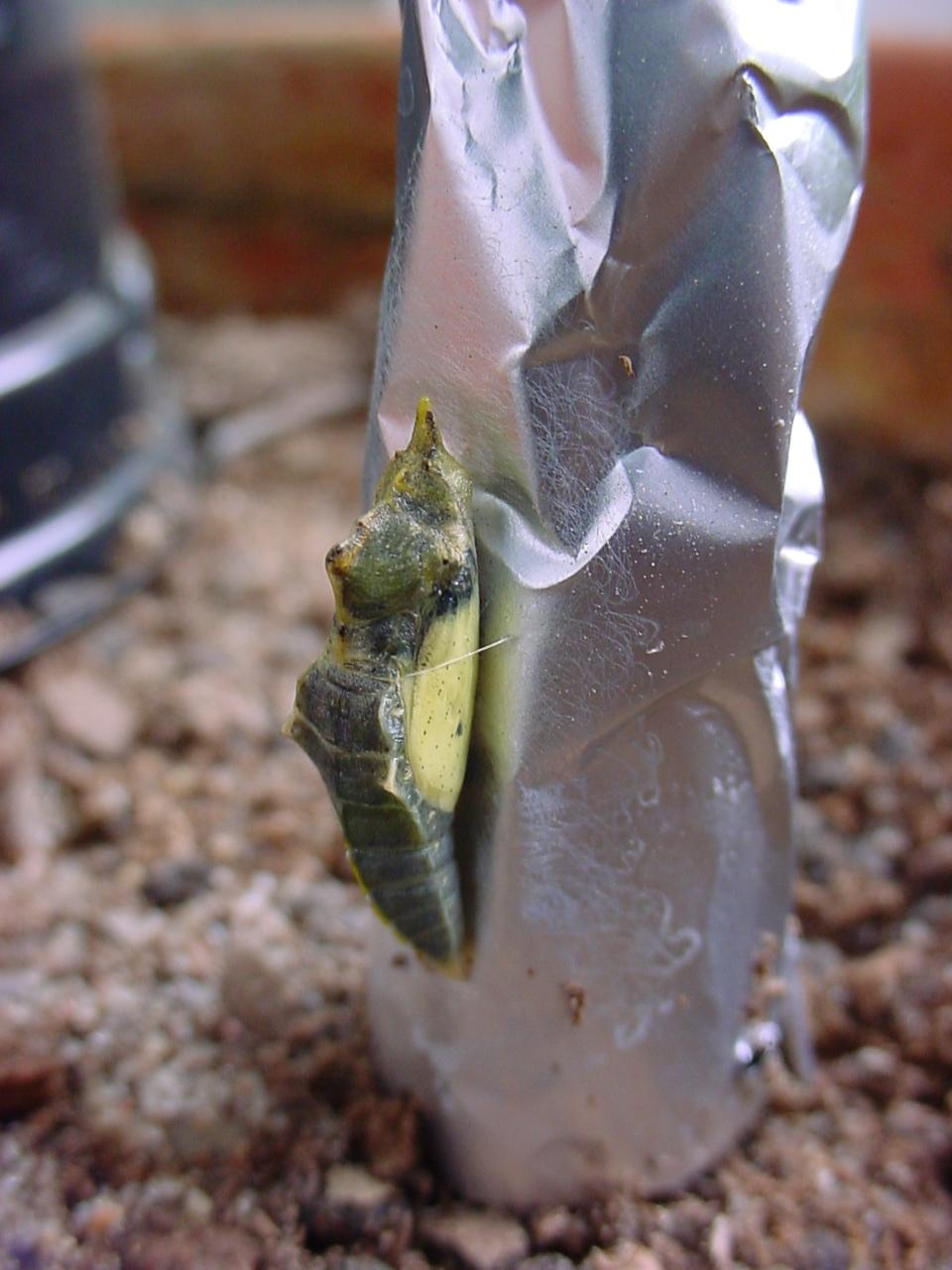
Pieris rapae, pupa a punto de emerger.
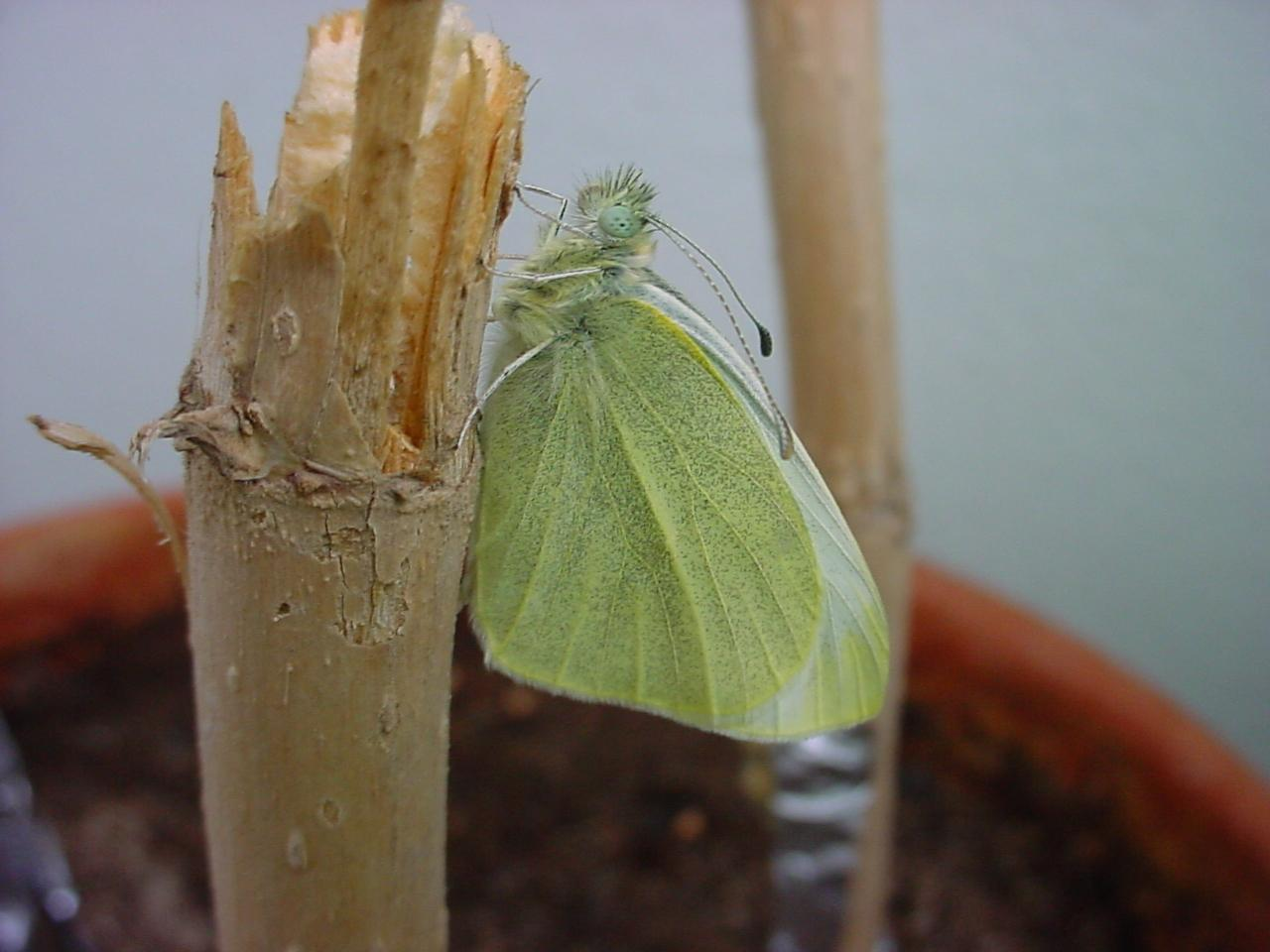
Pieris rapae, adulto.

## Metamorfosis de los anfibios

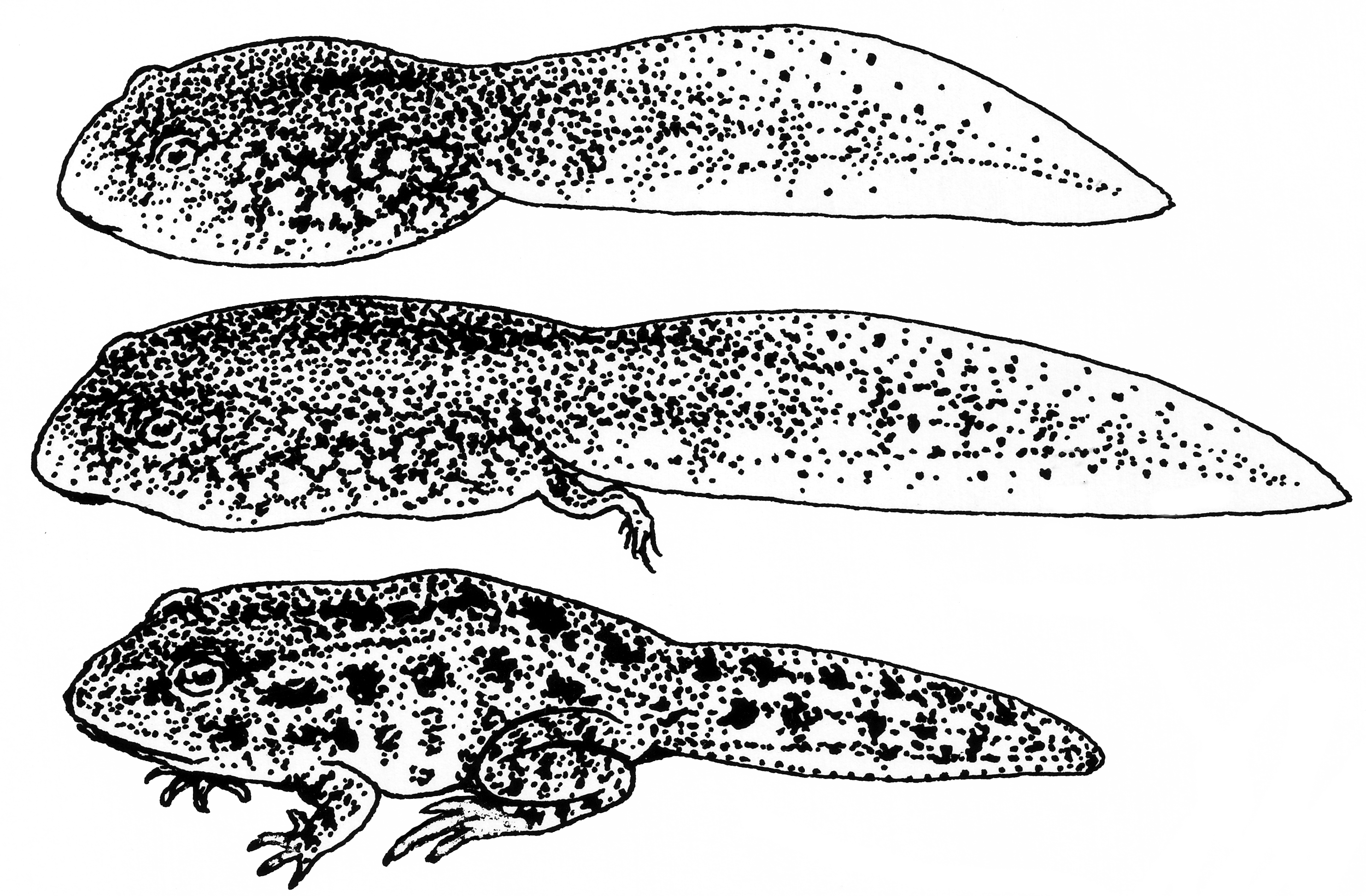
Estadios en la metamorfosis de una rana

### Cambios morfológicos durante la metamorfosis de los anfibios
La metamorfosis de los anfibios consiste en un cambio principal desde el estado de larva llamada renacuajo al de adulto. Se asocia con la preparación de un organismo acuático para una existencia principalmente terrestre. En el ciclo vital típico de un anfibio los huevos, tras una fecundación externa, son depositados en el agua. La larva emerge del huevo y puede nadar y respirar bajo el agua. Presenta branquias, cola y una boca circular. Crece sin mayores cambios hasta que completa su desarrollo. En este punto tiene lugar la metamorfosis.

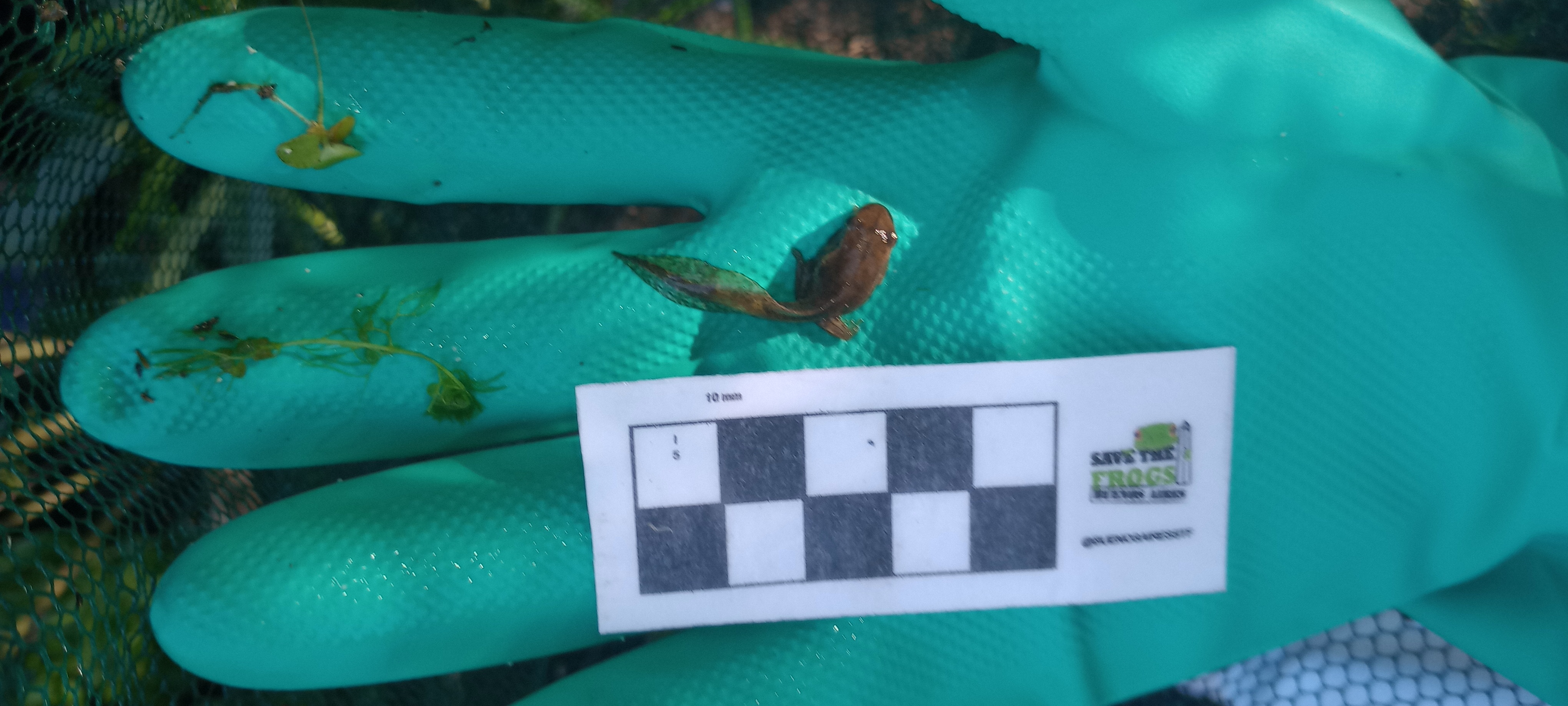
Renacuajo fotografiado en el contexto de la actividad de ciencia ciudadana, en la Reserva Natural Lagunas de San Vicente, Bs.As.

En urodelos o caudados (salamandras), la metamorfosis implica la reabsorción de la aleta de la cola, la destrucción de las branquias externas y un cambio en la estructura de la piel. En anuros (sapos y ranas), los cambios son más dramáticos, y casi todos los órganos son sometidos a modificación. Comienza con cambios regresivos como la pérdida de los dientes puntiagudos, branquias y destrucción de la cola. Al mismo tiempo, ocurren procesos constructivos como el desarrollo de las patas posteriores, seguido por el de las patas anteriores, y la morfogénesis de las glándulas dermoides. El cráneo cartilaginoso del renacuajo es sustituido por uno óseo, junto con modificaciones de la boca y la mandíbula y el desarrollo de los músculos de la lengua. Los arcos branquiales se degeneran, los pulmones se agrandan, y los músculos y cartílago pulmonar se desarrollan para facilitar el bombeo de aire. El sistema sensorial cambia pues la línea lateral se degenera, y se produce diferenciación en ojos y oídos. El oído medio y la membrana del tímpano se desarrollan y en el ojo emerge la membrana de los párpados. Los intestinos se acortan para adaptarse a la dieta carnívora y los ojos emigran hacia la región frontal y dorsal de la cabeza, acorde con un estilo de vida de predador. En la larva no hay proyecciones ipsilaterales (del mismo lado) de las neuronas de la retina, sin embargo, durante la metamorfosis estas vías emergen permitiendo que entradas neuronales de ambos ojos lleguen a la misma área del cerebro.
Hay variaciones muy grandes de este modelo típico del ciclo vital de anfibios. Algunos caudados, tales como las salamandras, pueden prescindir de la metamorfosis y llegar a la madurez sexual conservando las características de larvas (neotenia). Solo se metamorfosean bajo ciertas condiciones ambientales difíciles. Muchas especies tropicales de anuros ponen sus huevos en el suelo y el renacuajo efectúa la metamorfosis dentro del huevo. Emergen de este como adultos pequeños; en algunos casos aún poseen cola, que se reabsorbe en unos pocos días.

### Cambios bioquímicos en la metamorfosis de los anfibios
En renacuajos, el principal foto-pigmento de la retina es la porfiropsina. Durante la metamorfosis, este pigmento cambia a rodopsina.
La hemoglobina también cambia de forma a una que une oxígeno más lentamente y lo libera más rápido en el adulto que en el renacuajo. Las enzimas del hígado cambian debido a la transición de un mecanismo de excreción amoniotélico en la larva a uno urotélico en el adulto en la mayoría de las especies. Particularmente, el hígado comienza a sintetizar las enzimas del ciclo de la urea necesarias para producir urea a partir de amonio y dióxido de carbono.

### Control hormonal
La metamorfosis en anfibios está controlada por las hormonas: tiroxina (T4) y triyodotironina (T3) secretadas por la glándula tiroides. Se cree que T3 es la hormona más importante.